# Révolution hongroise de 1848
Pour les articles homonymes, voir Révolution de 1848.
Batailles
Bataille de Pákozd
La révolution hongroise de 1848 est l'une des nombreuses révolutions de cette année et est étroitement liée à la révolution autrichienne de 1848. Cette révolution, au sein du royaume de Hongrie, a progressé en une guerre d'indépendance contre la domination des Habsbourg. Elle se donne pour objectif de rétablir les droits et libertés du peuple (Demos). Impulsée par un besoin de réformes agraires, la remise en question des droits féodaux et une volonté nationale, la révolution est menée par les classes moyennes des villes et des nobles. L'armée révolutionnaire de libération remporte initialement des victoires mais, en 1849, les insurgés sont écrasés par les armées autrichiennes et russes (corps expéditionnaire d'Ivan Paskevitch).

## Situation historique

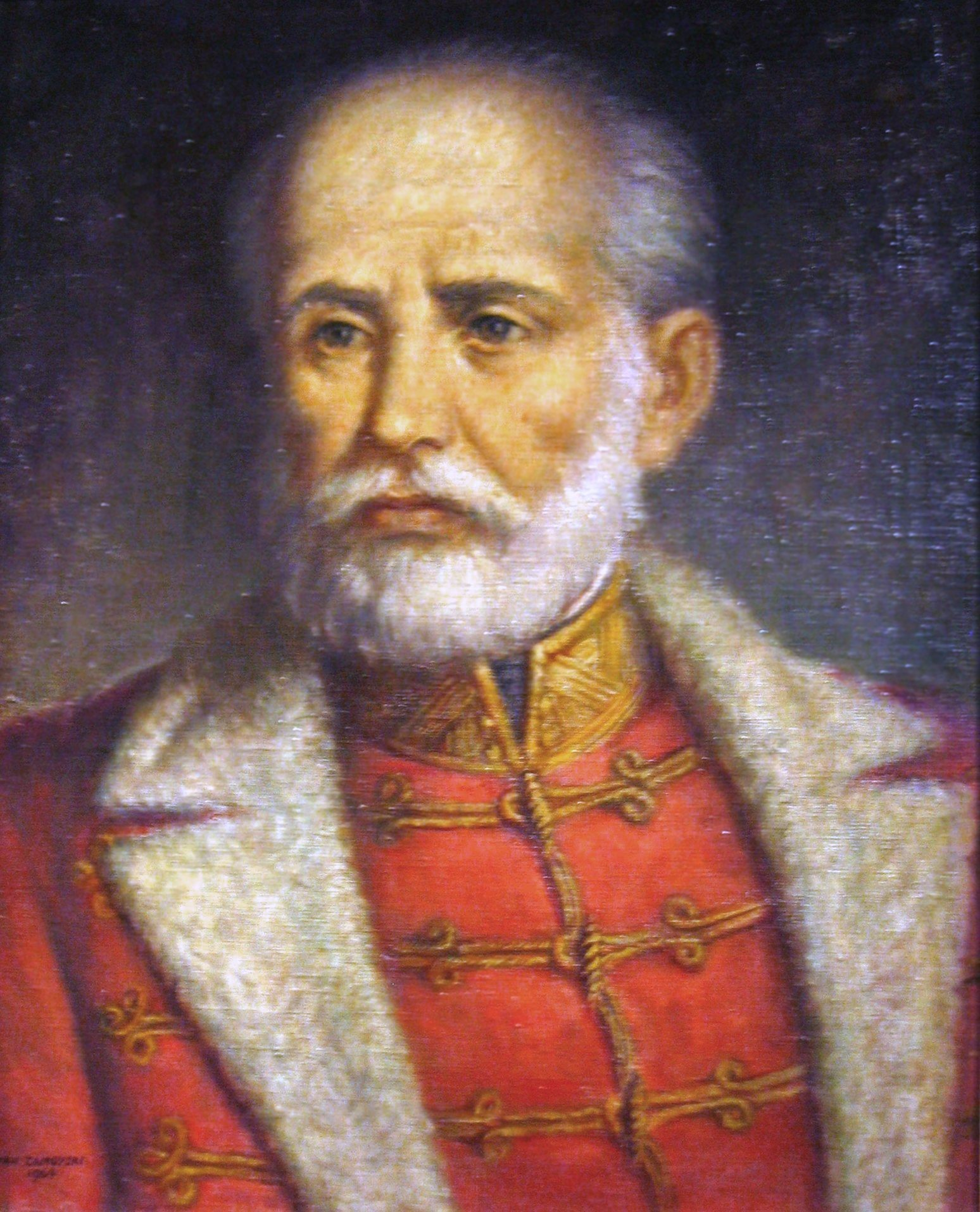
Józef Bem

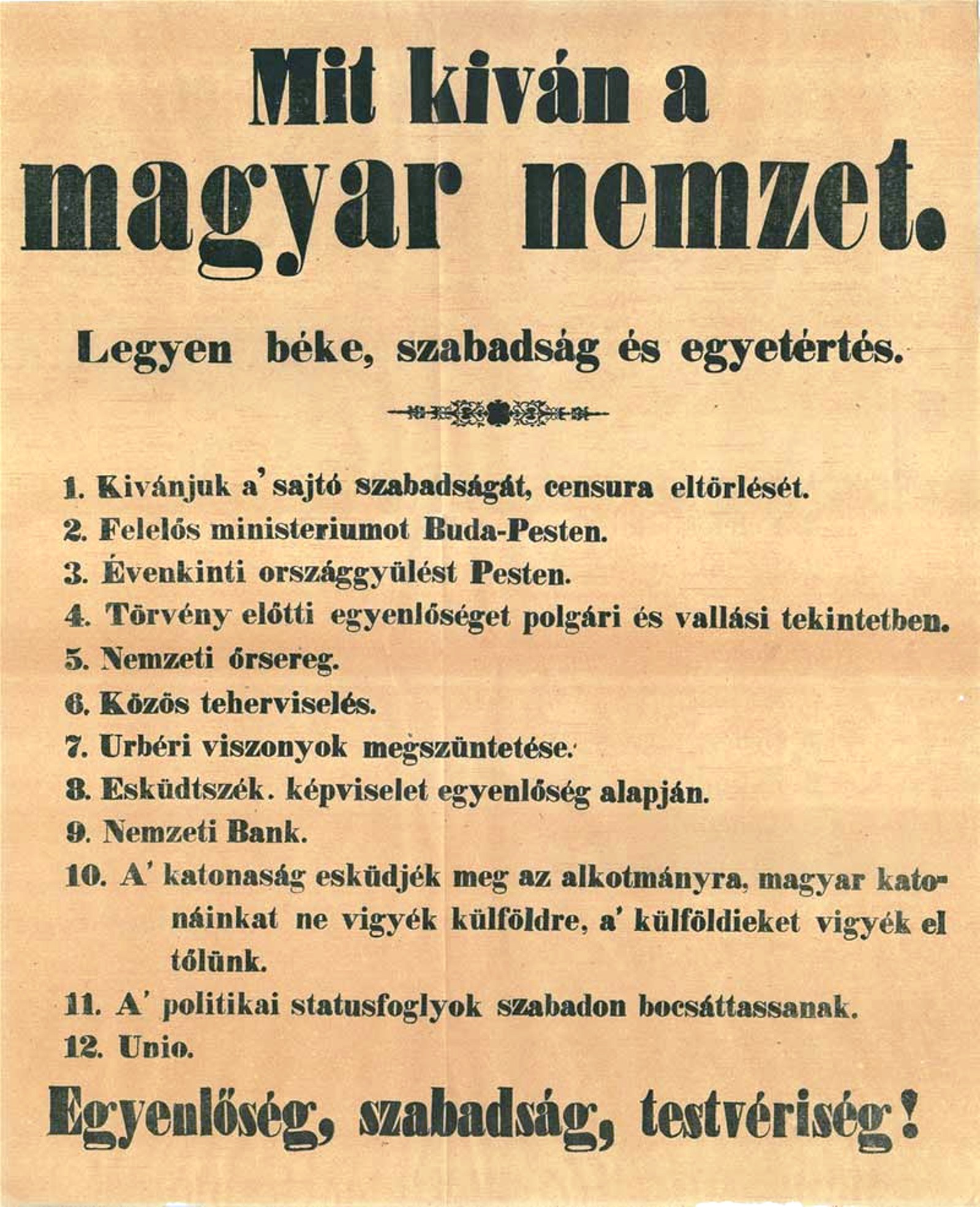
Proclamation des 12 points, les objectifs de la révolution de 1848

En ce milieu de XIXe siècle, après les guerres napoléoniennes, un vent de réforme soufflait en Hongrie. Le gouvernement autrichien restait féodal, centralisé à Vienne, et sourd aux demandes de changement.

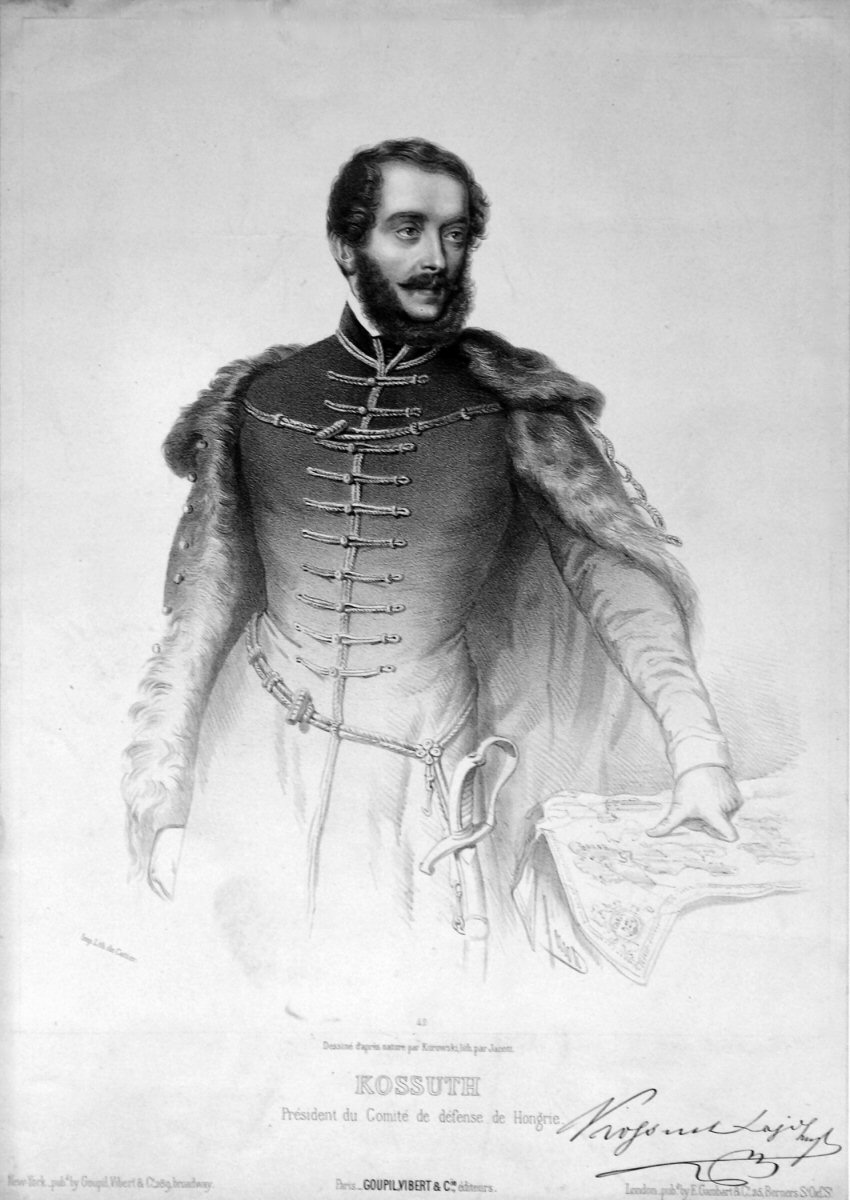
Lajos Kossuth

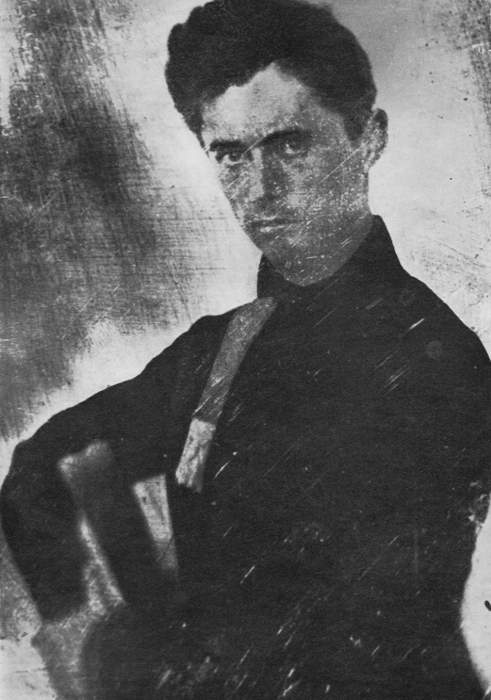
Sándor Petőfi

## Des réformateurs

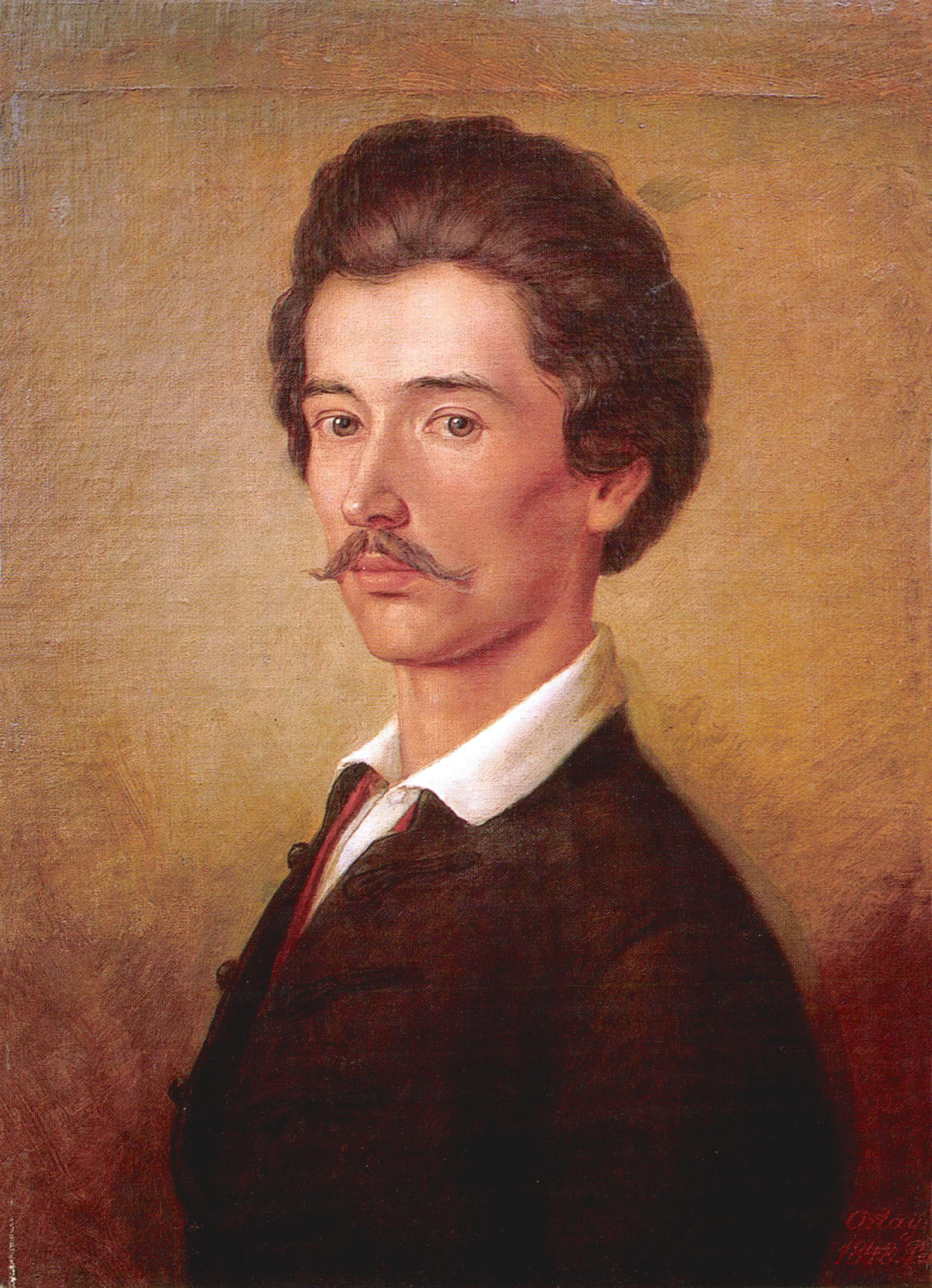
Portrait de Sándor Petőfi, circa 1840.

Depuis 1830, István Széchenyi et Miklós Wesselényi portaient déjà des volontés de réformes. Le courant national conservateur d'Aurél Dessewffy (en), György Apponyi, Sámuel Jósika (hu) et István Széchenyi demandait une réforme garantissant la primauté de l'aristocratie. Un mouvement libéral porté par des personnes comme Lajos Batthyány, Ferenc Deák et Lajos Kossuth demandait la suppression des droits féodaux et plus d'autonomie (une dose de parlementarisme hongrois). Le mouvement des « Jeunes hongrois », avec Sándor Petőfi, Pál Vasvári (hu) et Mihály Táncsics, souhaitait quant à lui établir une république par une révolte armée.

## Échec de la réforme
L'empereur d'Autriche Ferdinand V nomme György Apponyi comme vice-chancelier du royaume de Hongrie et Sámuel Jósika pour la Transylvanie, renforçant ainsi les pouvoirs centralisés.

## La révolution
Fin février, la révolution éclate à Paris,. Lorsque les nouvelles de cette révolution parviennent en Hongrie, le 3 mars 1848, Lajos Kossuth fait une déclaration devant le parlement hongrois pour réaffirmer ses revendications libérales.
Le 14 mars 1848, une délégation hongroise se rend alors à Vienne y transmettre leurs souhaits. Lajos Kossuth succède le 12 septembre 1848 au ministre-président libéral Lajos Batthyány. À la suite des événements révolutionnaires autrichiens, on empêche l'empereur Ferdinand Ier d'être reconnu roi de Hongrie.
Toutefois, des dissensions apparaissent entre révolutionnaires magyars, slaves et latins. Les révolutionnaires magyars sont plutôt républicains, jacobins et centralisateurs : ils souhaitent unifier la Hongrie en supprimant l'autonomie politique et linguistique de la Croatie-Slavonie et de la Transylvanie. En revanche, les Slaves, les Allemands et les Roumains de Hongrie sont majoritairement modérés, fédéralistes et partisans d'un empire constitutionnel. Dans le Banat de Josif Rajačić, le mouvement nationaliste serbe déclare l'autonomie ; en Croatie, Josip Jelacic en fait autant et crée sa propre armée, tout comme les Roumains de Transylvanie, menés par Avram Iancu, et les Slovaques du nord de la Hongrie. Des troubles se font jour chez les Italiens de la côte dalmate.

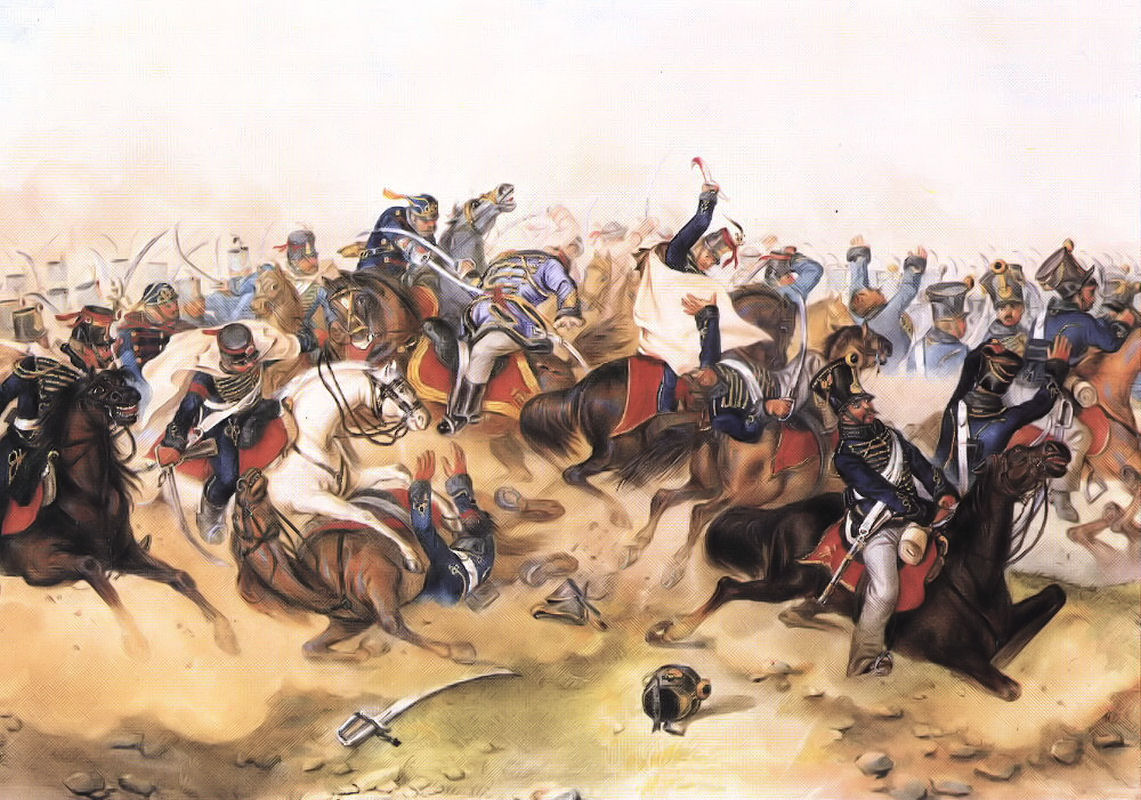
La bataille de Tápióbicske

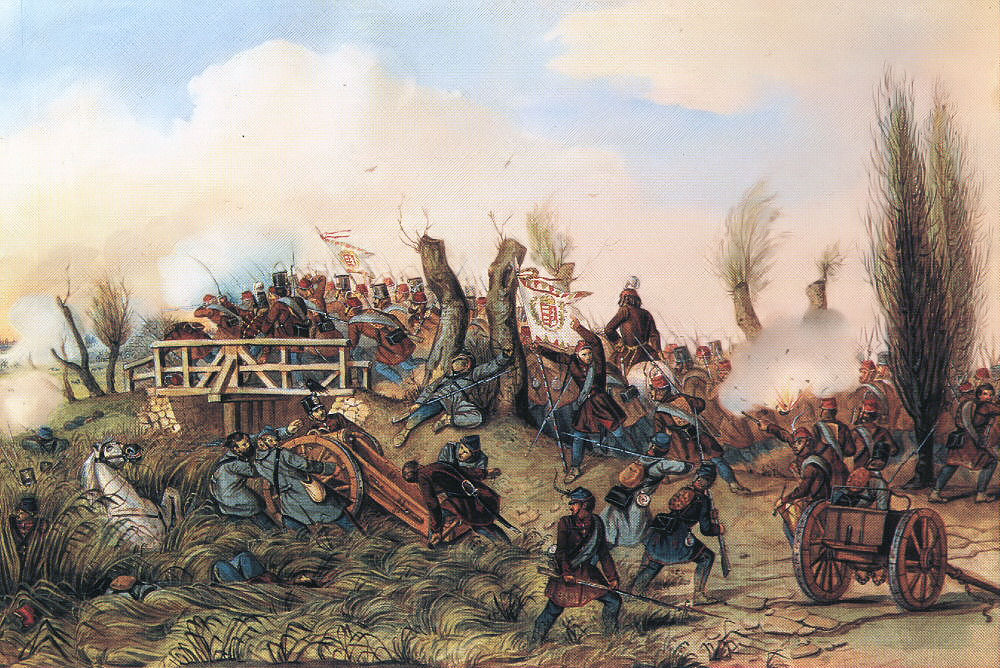
La bataille de Tápióbicske

Fin août Josip Jelačić est nommé gouverneur de Croatie. Le 11 septembre, il déclare la guerre à la Hongrie. Le 29, ses troupes sont repoussées à Pákozd par les Hongrois.
La Hongrie crée aussi sa propre armée sur la base des gardes nationaux : Franz Lambert est à sa tête en septembre 1848. Le 30, elle bat les Autrichiens et attaque Vienne. Toutefois, en octobre, les Hongrois sont vaincus à Schwechat et contraints de se replier vers la Hongrie par Windisch-Grätz et Jelačić. Le 2 décembre, François-Joseph Ier d'Autriche monte sur le trône et ne respecte pas les promesses de son prédécesseur. Artúr Görgey réorganise l'armée qui compte jusqu'à 170 000 soldats. Józef Bem prend Cluj/Kolozsvar en Transylvanie, d'où il chasse les fédéralistes.
Le décret impérial octroyant la constitution de mars pour la Hongrie comme pour l'Autriche déboucha le 7 mars 1849 sur un soulèvement pour l'indépendance. Afin d'écraser l'insurrection, l'armée impériale, menée par Alfred de Windisch-Graetz marche sur la Hongrie dès l'hiver et remporte plusieurs victoires, notamment à Kápolna les 26 et 27 février. Les villes de Buda et Pest sont prises en mars. Mais, devant l'armée révolutionnaire renforcée par des corps francs et des émigrants polonais, elle doit se retirer le 10 avril 1849.
Le 14 avril 1849, la Diète de Hongrie annonce son indépendance vis-à-vis de la maison des Habsbourg-Lorraine et proclame la république,. Lajos Kossuth est alors nommé régent et investi des pleins pouvoirs.
Le 23 avril, les Hongrois reprennent Pest, le 30 la forteresse de Buda, faisant craindre aux Autrichiens un enlisement dans une guerre longue. Cependant, les autres États européens ne reconnaissent pas l'indépendance de la Hongrie, alors que des renforts autrichiens, libérés par la défaite des révolutions dans d'autres parties de l'Empire (le printemps 1849 marque notamment aussi la victoire autrichienne en Italie du nord), commencent à arriver.
Mars 1849 marque le revers de fortune de la révolution hongroise. Ainsi, les troupes russes prêtent assistance à l'armée autrichienne le 1er mai 1849, alors que celle-ci prépare une nouvelle offensive pour l'été. Dès lors, les autres États européens se désolidarisent de la révolution hongroise, alors que les armées autrichiennes et russes attaquent sur tous les fronts. Elles écrasent finalement la révolution hongroise.

Mouvements des troupes en Hongrie entre 1848 et 1849

Sous les coups de boutoir autrichiens et russes, les Hongrois subissent une série de défaites. Le général autrichien Haynau se lance vers l'est, devant un ennemi désormais surclassé. Il remporte une série de victoires à Pered (20 juin) et à Győr (28 juin) (batailles de Komárom (en)) et reprend Buda et Pest en juillet. Il poursuit ensuite son adversaire vers l'est. En Transylvanie, l'armée russe l'emporte lors de la bataille de Segesvár (en) le 31 juillet, puis celle de Debrecen le 2 août. De leur côté, les Autrichiens écrasent les révoltés à Szőreg (en) le 5 août, et à Temesvár (en) le 9, scellant le destin de la révolution. Kossuth se retire le 11. Le 13 août 1849, les dernières unités hongroises capitulent à Világos,. Ce n'est cependant que le 2 octobre que les derniers révolutionnaires hongrois capitulent face aux Autrichiens dans la forteresse de Komárom.
Entretemps, le 28 juillet, les députés du parlement hongrois consentent enfin à déclarer l'égalité de droit entre les différents peuples constituant la Hongrie, il est toutefois trop tard.
Dans les semaines qui suivirent, plus de cent meneurs du soulèvement hongrois furent exécutés à Arad. Le 6 octobre 1849, au jour anniversaire de la révolution d'octobre à Vienne, l'ancien ministre-président Batthyány fut exécuté à Pest,. Les treize martyrs d'Arad (en hongrois : aradi vértanúk) sont treize généraux qui furent exécutés en 1849 à la suite de la révolution hongroise de 1848 contre le pouvoir des Habsbourg.

## Conséquences

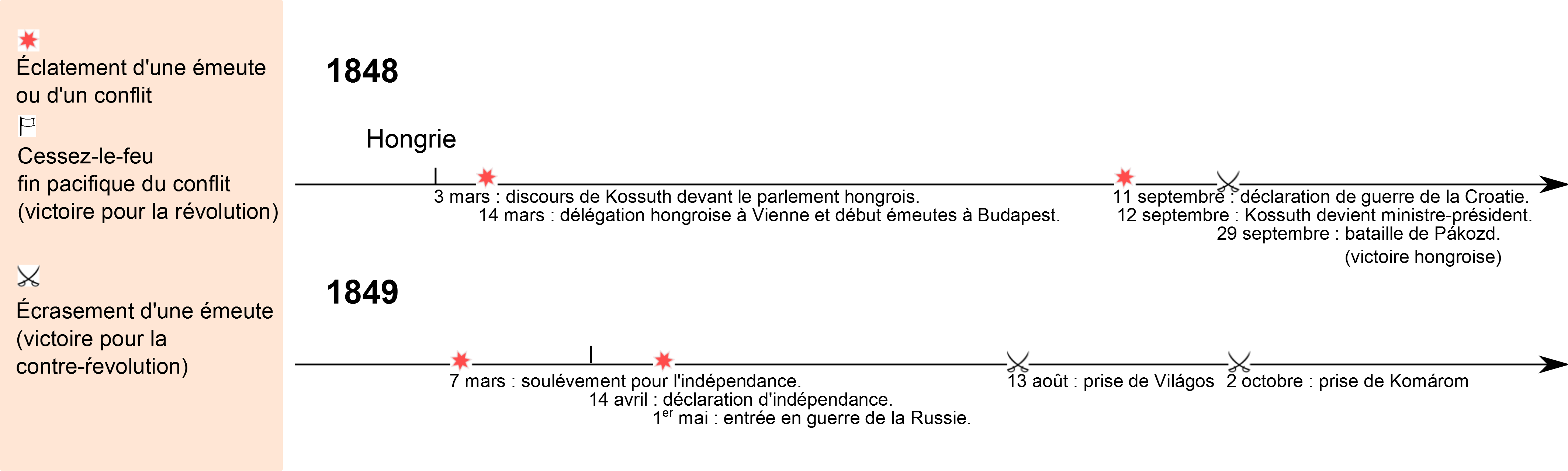
Frise chronologique de la révolution hongroise

Beaucoup de ses dirigeants et participants, dont Lajos Kossuth, István Széchenyi, Sándor Petőfi, Józef Bem, Lajos Batthyány sont parmi les figures historiques nationales hongroise les plus respectées, et l'anniversaire du déclenchement de la révolution, le 15 mars 1848, est l'une des trois fêtes nationales de la Hongrie : en Hongrie, les chercheurs sont unanimes pour considérer que les événements de 1848-1849 représentent un tournant décisif dans l'histoire du pays, comparable en cela à la fondation par saint Étienne du royaume chrétien de Hongrie autour de l'an mille.
Mais sur le moment, tous les acquis de la révolution sont perdus, un régime militaire est instauré, dans le cadre du système de Bach, néojosephiste. 1 500 prisonniers politiques sont incarcérés, la censure revient, et la Transylvanie, la Slavonie, le Banat restent séparés du royaume de Hongrie (qui ne les absorbe que 19 ans plus tard, en 1867, lorsque la Hongrie retrouve une certaine autonomie au sein de l'Autriche-Hongrie.